# Portimonense SC
Portimonense SC – portugalski klub piłkarski z siedzibą w mieście Portimão, założony w 1914 roku. Obecnie gra w Liga Portugal 2. Swoje mecze rozgrywa na stadionie Estádio Municipal de Portimão, który może pomieścić 9544 osoby.

## Historia
Klub przez większość swojej historii grał w najwyższej klasie rozgrywkowej w Portugalii. Najlepszym rezultatem osiągniętym w Primeira Liga było 5. miejsce w sezonie 1984/85, które dało klubowi jedyną w historii kwalifikację do europejskich pucharów.
Lata dziewięćdziesiąte i początek XXI wieku to głównie gra w Liga de Honra, a także w trzeciej lidze, którą zresztą udało im się wygrać w sezonie 2000/01. Sezon 2009/10 Portimonense rozpoczęło pod wodzą angolańskiego trenera Lito Vidigala, jednak ten w trakcie sezonu odszedł do União Leiria, a drużynę objął były pomocnik Sportingu – Litos. Zespół ukończył zmagania na drugim miejscu, powracając do ekstraklasy po dwudziestu latach nieobecności. W sezonie 2010/11 klub ponownie znalazł się na drugim poziomie ligowym w Liga de Honra.

## Zwycięstwa w lidze
- Trzecia Liga: 2000/01

## Europejskie puchary
Legenda do wszystkich tabel:
- Q – runda eliminacyjna, 1/16, 1/8, 1/4, 1/2 – odpowiednia faza rozgrywek, Grupa – runda grupowa, 1r gr – pierwsza runda grupowa, 2r gr – druga runda grupowa, F – finał, R – runda, PO – play-off
- k. – rzuty karne, los. – losowanie, Dogr. – dogrywka, w. – zasada bramek strzelonych na wyjeździe

| Sezon   | Rozgrywki   | Runda | Przeciwnik | Dom | Wyjazd | Ogólnie |
| ------- | ----------- | ----- | ---------- | --- | ------ | ------- |
| 1985/86 | Puchar UEFA | 1R    | Partizan   | 1–0 | 0–4    | 1–4     |

## Obecny skład
Stan na 14 lutego 2021
| Nr | Poz. | Piłkarz                                             |
| -- | ---- | --------------------------------------------------- |
| 1  | BR   | Ricardo Ferreira                                    |
| 2  | OB   | Maurício Antônio (wypożyczony z Urawa Red Diamonds) |
| 3  | OB   | Lucas Possignolo                                    |
| 5  | PO   | Rômulo                                              |
| 6  | OB   | Emmanuel Hackman                                    |
| 7  | PO   | Dener                                               |
| 8  | PO   | Lucas Fernandes                                     |
| 9  | NA   | Fabrício (wypożyczony z Urawa Red Diamonds)         |
| 10 | PO   | Ewerton (wypożyczony z FC Porto)                    |
| 11 | PO   | Anderson Oliveira                                   |
| 12 | NA   | Ricardo Vaz Tê                                      |
| 14 | NA   | Beto                                                |
| 16 | NA   | Júlio César                                         |
| 18 | OB   | Fahd Moufi                                          |
| 19 | OB   | Henrique                                            |
| 20 | PO   | Luquinhas                                           |

| Nr | Poz. | Piłkarz                                         |
| -- | ---- | ----------------------------------------------- |
| 21 | PO   | Pedro Sá                                        |
| 22 | OB   | Kōki Anzai                                      |
| 23 | NA   | Bruno Moreira                                   |
| 27 | OB   | Lucas Tagliapietra                              |
| 28 | OB   | Willyan Rocha                                   |
| 29 | NA   | Jafar Salmani                                   |
| 32 | BR   | Kōsuke Nakamura                                 |
| 33 | OB   | Casagrande                                      |
| 36 | OB   | Fali Candé                                      |
| 77 | NA   | Aylton Boa Morte                                |
| 88 | PO   | Denis-Will Poha (wypożyczony z Vitórii SC)      |
| 94 | BR   | Samuel                                          |
| –  | PO   | Keisuke Honda                                   |
| –  | OB   | Guilherme Lazaroni                              |
| –  | NA   | Lee Seung-woo (wypożyczony z Sint-Truidense VV) |
| –  | OB   | Jadson                                          |

### Piłkarze na wypożyczeniu
| Nr | Poz. | Piłkarz                                           |
| -- | ---- | ------------------------------------------------- |
|    | PO   | Bruno Costa (wypożyczony do FC Paços de Ferreira) |
|    | NA   | Welinton Júnior (wypożyczony do Shonan Bellmare)  |
|    | BR   | Shūichi Gonda (wypożyczony do Shimizu S-Pulse)    |
|    | NA   | Gleison (wypożyczony do Sporting Covilhã)         |
|    | OB   | Brendon Lucas (wypożyczony do Leixões SC)         |

| Nr | Poz. | Piłkarz                                              |
| -- | ---- | ---------------------------------------------------- |
|    | PO   | Fernando Medeiros (wypożyczony do Ituano FC)         |
|    | OB   | Jean Felipe (wypożyczony do Sporting Covilhã)        |
|    | BR   | Leonardo Navacchio (wypożyczony do Sporting Covilhã) |
|    | OB   | Felipe Macedo (wypożyczony do Sporting Covilhã)      |